# Franz Brentano
Pour les articles homonymes, voir Brentano.
Franz Clemens Brentano, né le 16 janvier 1838 à Marienberg près de Boppard le long du Rhin et mort le 17 mars 1917 à Zurich), est un philosophe et psychologue catholique allemand, puis autrichien. Il est surtout connu pour sa remise au premier plan du concept médiéval d'intentionnalité, qu'il tire notamment de l'interprétation d'Aristote par Thomas d'Aquin et les philosophes médiévaux. Il tente à partir de ce concept de fonder la psychologie comme science positive et empirique, s'interroge sur l'immortalité de l'âme et développe une métaphysique de type réaliste.

## Biographie
Professeur de philosophie à l'Université de Wurtzbourg, dont il a démissionné à la suite de son différend avec l'Église catholique romaine concernant la doctrine de l'infaillibilité papale, puis de Vienne, il quitte ses fonctions en 1880 pour s'adonner à l'enseignement libre. Sa chaire universitaire est ensuite occupée par Ernst Mach.
Franz Brentano est le neveu du poète et romancier allemand Clemens Brentano et de sa sœur Bettina von Arnim. Son frère est l'économiste et réformateur social Lujo Brentano.

## Œuvres
- (de) Psychologie des Aristoteles, insbesondere seine Lehre vom nous poietikos, Mainz, 1867.
- (de) Psychologie vom empirischen Standpunkt, 1874.
- (de) Vom Ursprung sittlicher Erkenntnis, Leipzig, Duncker & Humblot, 1889.
- (de) Von der Klassifikation der psychischen Phänomene, Leipzig, Duncker & Humbol, 1911.
- (de) Von der mannigfachen Bedeutung des Seienden nach Aristoteles, 1862.
- (de) Wahrheit und Evidenz, éd. O. Kraus, Leipzig, Meiner, 1930, réimpr. Hamburg, Meiner, 1974.
- (de) Zukunft der Philosophie, éd. Meinner, Hölder, Vienne, 1893.

## Œuvres traduites en français
- Franz Brentano, Aristote : les diverses acceptions de l'être (1862), Paris, Vrin, « Bibliothèque des Textes Philosophiques », 1992.
- Franz Brentano, Essais et conférences I : sur l'histoire de la philosophie, Paris, Vrin, 2018.
- Franz Brentano, L'Origine de la connaissance morale, suivi de La Doctrine du jugement correct (1889), Paris, Gallimard, « Bibliothèque de philosophie », 2003.
- Franz Brentano, Psychologie descriptive, Paris, Gallimard, 2017.
- Franz Brentano, Psychologie du point de vue empirique (1874-1911), Paris, Vrin, « Bibliothèque des Textes Philosophiques », 2008. (Éditions Aubier 1944)

## Postérité
Brentano a été le professeur de Edmund Husserl et de Sigmund Freud. D'autres de ses étudiants essayent, outre Husserl, de développer sa théorie de l'intentionnalité : Kazimierz Twardowski, Alexius Meinong. Il est connu pour avoir éveillé l'intérêt du jeune philosophe Martin Heidegger à la question du sens de l'Être avec sa dissertation De la diversité des acceptions de l'être chez Aristote datant de 1862. Heidegger l'avait reçu en cadeau en 1908. Brentano est à la fois le précurseur de la phénoménologie et de la philosophie analytique.
Sigmund Freud a étudié le traité d'Aristote sur l'âme au cours de Brentano à l'Université de Vienne. En bon catholique, Brentano suivait Thomas d'Aquin pour faire étudier le traité d'Aristote à ses élèves. Dans ce traité, Aristote définit l'âme comme étant la « substance comme forme d’un corps naturel qui a potentiellement la vie », c'est-à-dire comme le lieu de conciliation entre les désirs moteurs de l'action, qui viennent de l'intérieur, et le monde sensible, qui lui parvient via les sens (les deux tiers du traité sont consacrés aux sens). Freud s'en est inspiré pour sa première topique de la psyché humaine en faisant de celle-ci le lieu de confrontation entre les pulsions qui viennent du corps (système Inc) et la réalité sur laquelle les sens la renseignent (système Pcs/cs).